# Szorochowo (obwód tiumeński)
Szorochowo (ros. Шорохово) – wieś (sieło) w Rosji, w obwodzie tiumeńskim, w rejonie isieckim. W 2010 liczyła 2068 mieszkańców.